# Angelo Anquilletti
Angelo Anquilletti (ur. 25 kwietnia 1943 w San Donato Milanese, zm. 9 stycznia 2015 w Mediolanie) – włoski piłkarz, reprezentant kraju.

## Kariera klubowa
Anquilletti swoją przygodę z futbolem rozpoczął w 1961 w klubie Solbiatese. Rozegrał w tym zespole 87 spotkań na poziomie trzecio i czwarto ligowym. W 1964 został piłkarzem Atalanty, w której grał przez kolejne dwa sezony.
W 1966 przeszedł do AC Milan, gdzie odnosił największe sukcesy w klubowej karierze. Zdobył wraz z Milanem mistrzostwo Włoch w sezonie 1967/68. Czterokrotnie triumfował w Pucharze Włoch w sezonach 1966/67, 1971/72, 1972/73 oraz 1976/77. Jego drużyna wygrała również Puchar Europy w sezonie 1968/69. Dwukrotnie zwyciężał także w drugich europejskich rozgrywkach klubowych, jakimi był Puchar Zdobywców Pucharów. Milan zdobywał to trofeum w sezonach 1967/68 oraz 1972/73. Anquilletti ma na swoim koncie także zwycięstwo w Pucharze Interkontynentalny w 1969. Łącznie przez 11 lat gry w Milanie wystąpił w 278 spotkaniach. 
W 1977 odszedł z Milanu i grał przez dwa sezony w Monzy. Tam w 1979 zakończył karierę piłkarską.
| Sezon   | Klub       | Kraj   | Rozgrywki | Mecze | Bramki |
| ------- | ---------- | ------ | --------- | ----- | ------ |
| 1961/62 | Solbiatese | Włochy | Serie D   | 21    | 0      |
| 1962/63 | Solbiatese | Włochy | Serie D   | 33    | 0      |
| 1963/64 | Solbiatese | Włochy | Serie C   | 33    | 0      |
| 1964/65 | Atalanta   | Włochy | Serie A   | 16    | 0      |
| 1965/66 | Atalanta   | Włochy | Serie A   | 32    | 0      |
| 1966/67 | Milan      | Włochy | Serie A   | 28    | 0      |
| 1967/68 | Milan      | Włochy | Serie A   | 30    | 0      |
| 1968/69 | Milan      | Włochy | Serie A   | 30    | 0      |
| 1969/70 | Milan      | Włochy | Serie A   | 26    | 0      |
| 1970/71 | Milan      | Włochy | Serie A   | 28    | 0      |
| 1971/72 | Milan      | Włochy | Serie A   | 28    | 0      |
| 1972/73 | Milan      | Włochy | Serie A   | 28    | 0      |
| 1973/74 | Milan      | Włochy | Serie A   | 29    | 0      |
| 1974/75 | Milan      | Włochy | Serie A   | 11    | 0      |
| 1975/76 | Milan      | Włochy | Serie A   | 22    | 0      |
| 1976/77 | Milan      | Włochy | Serie A   | 18    | 0      |
| 1977/78 | Monza      | Włochy | Serie B   | 32    | 0      |
| 1978/79 | Monza      | Włochy | Serie B   | 9     | 0      |

## Kariera reprezentacyjna
Anquilletti został powołany przez selekcjonera reprezentacji Włoch Ferruccio Valcareggiego na Mistrzostwa Europy 1968, gdzie Włochy zdobyły pierwszy tytuł w historii. Podczas turnieju rozgrywanego na włoskich boiskach Anquilletti nie zagrał ani minuty. 
W reprezentacji zagrał łącznie w dwóch spotkaniach, dwukrotnie przeciwko reprezentacji Meksyku. Pierwsze ze spotkań zakończyło się zwycięstwem Włochów 3:2, w drugim padł remis 1:1. 
| Mecze i gole w reprezentacji | Mecze i gole w reprezentacji | Mecze i gole w reprezentacji | Mecze i gole w reprezentacji | Mecze i gole w reprezentacji | Mecze i gole w reprezentacji | Mecze i gole w reprezentacji |
| #                            | Data                         | Miasto                       | Przeciwnik                   | Gol                          | Wynik                        | Rozgrywki                    |
| ---------------------------- | ---------------------------- | ---------------------------- | ---------------------------- | ---------------------------- | ---------------------------- | ---------------------------- |
| 1.                           | 01.01.1969                   | Meksyk                       | Meksyk                       |                              | 3:2                          | towarzyski                   |
| 2.                           | 05.01.1969                   | Meksyk                       | Meksyk                       |                              | 1:1                          | towarzyski                   |

## Sukcesy

### Klubowe
A.C. Milan
- Mistrzostwo Serie A (1): 1967/68
- Puchar Włoch (4): 1966/67, 1971/72, 1972/73, 1976/77
- Puchar Europy (1): 1968/69
- Puchar Zdobywców Pucharów (2): 1967/68, 1972/73
- Puchar Interkontynentalny (1): 1969

### Reprezentacyjne
- Mistrzostwo Europy (1): 1968 (1. miejsce)